# Icacinaceae
Icacinaceae er en familie, som er udbredt med ca. 25 slægter og omkring 150 arter i de tropiske områder, men med hovedvægten i det vestlige stillehavsområde og ved kysterne af det Indiske ocean. Der er også enkelte arter i Kina og japan. Arterne har spredtstillede, kortstilkede eller ustilkede, hele blade. Enkelte arter er lianer, og de har modsatte blade. Blomsterne er små med et kort støvfang. Frugterne er flade eller ribbede. Familien er meget lidt undersøgt, og her nævnes de to eneste slægter, som tilhører den med nogenlunde sikkerhed.
| Slægter |

- Hosiea
- Icacina